# Asylum Party
Asylum Party était un groupe de cold wave français, originaire de Plaisir, dans les Yvelines. L'activité du groupe ne dure que cinq ans entre 1985 et 1990.

## Biographie
Asylum Party est formé en 1985 par le guitariste et chanteur Philippe Planchon, et le bassiste et chanteur Thierry Sobézyk. Le duo recrute ensuite la claviériste Pascale Macé.
Leur style musical possède des influences rock gothique, et est très similaire aux groupes post-punk anglais. Asylum Party, avec d'autres groupes français de cold wave de la même période tels que Little Nemo et Mary Goes Round (dans lequel Sobézyk a également joué), étaient considérés comme faisant partie du mouvement Touching Pop .
Après la parution de son premier mini-LP, Picture One, le groupe part à Bruxelles, au studio Pyramide pour enregistrer en deux semaines les huit morceaux de son album Borderline avec l’aide de Luc Tytgat, ingénieur du son qui a fait ses premières armes chez Play It Again Sam (et qui croisera par la suite la route de Kat Onoma. L'album paraît sur le label New Rose. Le trio retourne en Belgique pour enregistrer l'EP What Will You Learn?, et quelques mois plus tard, l’album Mère, sorti en 1990,. Cependant, le succès n'est pas au rendez-vous, et la fatigue au sein du groupe se fait ressentir ; les membres ont du mal à concilier vie professionnelle et concert en province en milieu de semaine. Le départ de Philippe Planchon scelle la séparation d'Asylum Party. En 1991, Thierry Sobézyk joue avec Mary Goes Round et enregistre, un an plus tard, un album solo intitulé TZ qui ne verra jamais le jour. Il décède le 11 juillet 2019. Sous l'alias Irrelevant, Philippe Planchon, de son côté, publie en 2004 l'album Black Sheep sur le label Infrastition.
Ce même label rééditera l'intégralité de la production d'Asylum Party en deux double CD intitulés The Grey Years.

## Discographie

### Albums studio
- 1988 : Picture One (Asylum Yield)
- 1989 : Borderline (Lively Art)
- 1990 : Mère (Lively Art)

### EP
- 1989 : What Will You Learn? (Lively Art)

### Single
- 1989 : Ticket to Ride (Lively Art)